# Наращённая клинокорона
Наращённая клинокоро́на — один из многогранников Джонсона (J87, по Залгаллеру — М22+М3).
Составлена из 17 граней: 16 правильных треугольников и 1 квадрата. Квадратная грань окружена четырьмя треугольными; среди треугольных граней 4 окружены одной квадратной и двумя треугольными, другие 12 — тремя треугольными.
Имеет 26 рёбер одинаковой длины. 4 ребра располагаются между квадратной и треугольной гранями, остальные 22 — между двумя треугольными.
У наращённой клинокороны 11 вершин. В 2 вершинах сходятся квадратная грань и три треугольных; в 2 вершинах — квадратная и четыре треугольных; в 1 вершине — четыре треугольных; в остальных 6 — пять треугольных.
Наращённую клинокорону можно получить из двух других многогранников Джонсона — клинокороны (J86) и квадратной пирамиды (J1), — приложив их друг к другу квадратными гранями.
Наращённая клинокорона — один из четырёх наименее симметричных многогранников Джонсона (наряду с тремя разновидностями отсечённого ромбоикосододекаэдра J78, J79 и J82): её группа симметрии Cs состоит из тождественного преобразования и одной зеркальной симметрии.

## Метрические характеристики
Если наращённая клинокорона имеет ребро длины {\displaystyle a}, её площадь поверхности и объём выражаются как
{\displaystyle S=\left(1+4{\sqrt {3}}\right)a^{2}\approx 7{,}9282032a^{2},}
{\displaystyle V={\frac {1}{2}}\left({\frac {\sqrt {2}}{3}}+{\sqrt {1+3{\sqrt {\frac {3}{2}}}+{\sqrt {13+3{\sqrt {6}}}}}}\;\right)a^{3}\approx 1{,}7510539a^{3}.}